# Canthon maldonadoi
Canthon maldonadoi är en skalbaggsart som beskrevs av Martinez 1951. Canthon maldonadoi ingår i släktet Canthon och familjen bladhorningar. Inga underarter finns listade.